# Metal Saga
Metal Saga (メタルサーガ ～砂塵の鎖～, Metaru Sāga Sajin no Kusari) est un jeu vidéo de rôle développé par Success et Crea-Tech, sorti en 2005 sur PlayStation 2.